# Rio Perdido (vattendrag i Brasilien, Paraná)
Rio Perdido (portugisiska: Rio Perdito) är ett vattendrag i Brasilien.   Det ligger i delstaten Paraná, i den södra delen av landet, 1 100 km söder om huvudstaden Brasília.
I omgivningarna runt Rio Perdido växer i huvudsak städsegrön lövskog. Runt Rio Perdido är det glesbefolkat, med 16 invånare per kvadratkilometer.